# Nu er solen død
|  | Denne artikel er oprettet af botten Steenthbot ud fra en ekstern database. Den kan derfor have sproglige fejl eller mangler. Denne skabelon kan fjernes efter kontrol af indholdet. |

Nu er solen død er en dansk kortfilm fra 2015 instrueret af Daniel Bødker Sørensen.

## Handling
Anette har netop fået nyt arbejde som rengøringsdame i en børnehave. Det er
hendes første dag på jobbet. Børnehaven ligger isoleret, kun omgivet af åbne marker og store skove. Udenfor blæser en kold vind, og i det fjerne høres torden, som sniger sig nærmere og nærmere. Anette kan ikke lide torden, ja hun hader det faktisk mere end noget andet. Snart begynder regnen at piske mod ruden og vinden kaste sig nådesløst over det lille hus. Anette tager straks fat på rengøringsarbejdet, men måske gemmer der sig noget ude i mørket, som er langt mere faretruende end den hårdeste storm og
kraftigste torden?

## Medvirkende
- Anette Støvelbæk, Anette
- Søren Hauch-Fausbøll
- Anna Reumert
- Tine Therese Larsen
- Teis Bayer
- Mikkel Lindhardt Bøhling
- Kirsten Olesen